# Konradihaus (Schelklingen)
Die Stiftung St. Konradihaus ist ein traditionsreiches Privatinternat mit angeschlossener Schule und weiteren Angeboten der Jugendhilfe in Schelklingen, Baden-Württemberg. Die Einrichtung verbindet Internatsleben, schulische Bildung und berufliche Ausbildung mit umfassender sozialpädagogischer Unterstützung.
Zur Erweiterung der Wohnmöglichkeiten betreibt die Stiftung neben dem Haupthaus externe Wohngruppen in der Umgebung, ein Wohnhaus in Justingen, ein Jugendwohnheim für Berufsschülerinnen und Berufsschüler der Gewerblichen Schule Ehingen, eine Außenstelle der Joann-Baptist-Sproll-Schule in Ehingen (Donau), ein Ausbildungsrestaurant sowie einen Dorfladen im Ortskern von Schelklingen.

## Geschichte
Das heutige St. Konradihaus wurde 1880 unter dem Patronat des Konrad von Konstanz und unter der Obhut des Bischofs von Rottenburg, Wilhelm von Reiser, gegründet. Ursprünglich als Rettungsanstalt für ältere katholische Knaben konzipiert, war es eine reine Privatanstalt auf christlich-katholischer Grundlage. Bis 1981 lag die Betreuung in den Händen eines Hausvaters und der Barmherzigen Schwestern des Heiligen Vinzenz von Paul.

## Pädagogisches Konzept
Heute verfolgt das Internat den Zweck, Schülerinnen und Schüler schulisch, beruflich und persönlich zu fördern. Die Arbeit ist koedukativ und wird von Fachkräften sozialpädagogisch begleitet.
Mit der Einführung des Bundesteilhabegesetzes im Jahr 2009, als Umsetzung der UN-Behindertenrechtskonvention, wurde die Finanzierung von Ausbildungsmaßnahmen für Jugendliche, die nicht auf dem allgemeinen Arbeitsmarkt tätig sein können, neu geregelt. Seitdem ist überwiegend der Bund über die Bundesagentur für Arbeit zuständig, während die Jugendämter nur noch nachrangig finanzieren.

## Joann-Baptist-Sproll-Schule
Die private Werkrealschule und Berufsschule innerhalb des Internats umfasst 18 Klassen und ist als sonderpädagogisches Bildungs- und Beratungszentrum für emotionale und soziale Entwicklung (ESA) zertifiziert.
Internatsschülerinnen und -schüler können ihrem Leistungsniveau entsprechend auch weiterführende Regelschulen in der Umgebung besuchen oder eine Berufsausbildung in regionalen Betrieben absolvieren. In allen Fällen bleibt die sozialpädagogische Begleitung bestehen.

## Abschlüsse
Je nach gewähltem Bildungsweg können folgende Abschlüsse erreicht werden:
- Hauptschulabschluss nach der 9. Klasse mit staatlicher Prüfung
- Abschluss des „sonderpädagogischen Bildungs- und Beratungszentrums“ (SBBZ)
- Staatlich anerkannte Berufsausbildung in der hauseigenen Berufsschule
- Fachwerkerausbildungen mit sonderpädagogischer Unterstützung

## Internatskosten
Die Kosten für die Internatserziehung können bis zu 54.000 Euro pro Jahr betragen. Hinzu kommen gegebenenfalls Mehrkosten für sonderpädagogische Fördermaßnahmen. Wird die Kostenübernahme nicht vollständig durch einen Kostenträger gedeckt, kann für vermögende Eltern ein Eigenanteil von bis zu 2.438 Euro monatlich anfallen.

## Kritik
In den 1950er-Jahren soll es laut der Schwäbischen Zeitung zu Fällen von körperlicher Misshandlung und sexuellem Missbrauch durch einen damaligen Direktor gekommen sein. Der Beschuldigte lebte später als pensionierter katholischer Pfarrer im Allgäu. Eine abschließende rechtliche Aufarbeitung war aufgrund der Verjährung nicht mehr möglich.

## Schirmherrschaft
Seit 2017 ist der Musiker Roland Bless, ehemaliges Mitglied der Band Pur, Schirmherr des St. Konradihauses.